# Cupa Ligii Africii de Sud
Cupa Ligii, cunoscută oficial din motive de sponsorizare sub numele de Cupa Telkom Knockout, este o competiție de fotbal și ca vechime este cea de-a treia cupă și totodată ultima din cele trei cupe existente din Africa de Sud. Ca și în cazul celor două cupe, Cupa Africii de Sud și Cupa MTN 8, Cupa Ligii se desfășoară în sistem eliminatoriu, meciurile se dispută într-o singură manșă.

## Istoric
Fondată în 1982 cu numele de Cupa Datsun Challenge, și-a schimbat succesiv denumirea din motive de publicitate și sponsorizare.
- 1982 - 1983 : Datsun Challenge
- 1984 - 1991 : John Player Special Knockout
- 1992 - 1996 : Cupa Coca-Cola
- 1997 - 2000 : Cupa Rothmans
- 2001 - 2005 : revenire la Coca-Cola
- 2006 - până în prezent : Cupa Telkom Knockout

## Premii în bani
| Poziție – Premii în bani (R) (începând cu 2015) | Poziție – Premii în bani (R) (începând cu 2015) | Poziție – Premii în bani (R) (începând cu 2015) | Poziție – Premii în bani (R) (începând cu 2015) |
| ----------------------------------------------- | ----------------------------------------------- | ----------------------------------------------- | ----------------------------------------------- |
| Câștigătoarea                                   | 4.000.000                                       | Sferturi de finală                              | 400.000                                         |
| Finalista                                       | 1.500.000                                       | Optimi                                          | 200.000                                         |
| Semifinale                                      | 750.000                                         | Taxă participare                                | 250.000                                         |

## Rezultate
| Finala | Câștigătoare   | Scor  | Finalistă      | Finala | Câștigătoare   | Scor  | Finalistă        |
| ------ | -------------- | ----- | -------------- | ------ | -------------- | ----- | ---------------- |
| 2018   | Baroka         | 2 - 2 | Orlando        | 2019   | Mamelodi       | 2 - 1 | Maritzburg       |
| 2016   | Cape Town City | 2 - 1 | SuperSport     | 2017   | Bidvest Wits   | 1 - 0 | Bloem Celtic     |
| 2014   | SuperSport     | 3 - 2 | Platinum Stars | 2015   | Mamelodi       | 3 - 1 | Kaizer Chiefs    |
| 2012   | Bloem Celtic   | 1 - 0 | Mamelodi       | 2013   | Platinum Stars | 2 - 1 | Orlando          |
| 2010   | Kaizer Chiefs  | 3 - 0 | Orlando        | 2011   | Orlando        | 3 - 1 | Bidvest Wits     |
| 2008   | Ajax Cape Town | 2 - 1 | Orlando        | 2009   | Kaizer Chiefs  | 2 - 1 | Ajax Cape Town   |
| 2006   | Silver Stars   | 3 - 1 | Ajax Cape Town | 2007   | Kaizer Chiefs  | 0 - 0 | Mamelodi         |
| 2004   | Kaizer Chiefs  | 1 - 0 | SuperSport     | 2005   | Jomo Cosmos    | 1 - 1 | SuperSport       |
| 2002   | Jomo Cosmos    | 1 - 0 | Kaizer Chiefs  | 2003   | Kaizer Chiefs  | 2 - 0 | Silver Stars     |
| 2000   | Ajax Cape Town | 4 - 1 | Orlando        | 2001   | Kaizer Chiefs  | 5 - 0 | Jomo Cosmos      |
| 1998   | Kaizer Chiefs  | 2 - 2 | Mamelodi       | 1999   | Mamelodi       | 2 - 0 | Free State Stars |
| 1996   | Bush Bucks     | 1 - 0 | Qwa Qwa Stars  | 1997   | Kaizer Chiefs  | 1 - 1 | Mamelodi         |
| 1994   | Qwa Qwa Stars  | 3 - 2 | Hellenic       | 1995   | Bidvest Wits   | 1 - 0 | Orlando          |
| 1992   | AmaZulu        | 3 - 1 | Kaizer Chiefs  | 1993   | Bush Bucks     | 3 - 1 | Engen Santos     |
| 1990   | Mamelodi       | 2 - 1 | Orlando        | 1991   | Dynamos        | 2 - 1 | Giant Blackpool  |
| 1988   | Kaizer Chiefs  | 5 - 2 | Jomo Cosmos    | 1989   | Kaizer Chiefs  | 4 - 1 | Swallows         |
| 1986   | Kaizer Chiefs  | 2 - 1 | Swallows       | 1987   | Bush Bucks     | 2 - 1 | Orlando          |
| 1984   | Kaizer Chiefs  | 2 - 1 | Bush Bucks     | 1985   | Bidvest Wits   | 2 - 1 | Kaizer Chiefs    |
| 1982   | Arcadia        | 2 - 0 | Highlands Park | 1983   | Kaizer Chiefs  | 2 - 1 | Bidvest Wits     |

### Penalty
| Club Sportiv  | Penalty | Penalty | Penalty | Penalty | Penalty | Penalty |
| Club Sportiv  | An      | Scor    | An      | Scor    | An      | Scor    |
| ------------- | ------- | ------- | ------- | ------- | ------- | ------- |
| Kaizer Chiefs | 1997    | 3 : 2   | 1998    | 2 : 1   | 2007    | 3 : 2   |
| Jomo Cosmos   | 2005    | 4 : 1   |         |         |         |         |
| Baroka        | 2018    | 3 : 2   |         |         |         |         |

## Trofee
| Club Sportiv     | Finale | Anii în care au câștigat                                                     | Trofee |
| ---------------- | ------ | ---------------------------------------------------------------------------- | ------ |
| Kaizer Chiefs    | 17     | 1983, 1984, 1986, 1988, 1989, 1997, 1998, 2001, 2003, 2004, 2007, 2009, 2010 | 13     |
| Mamelodi         | 8      | 1990, 1999, 2015, 2019                                                       | 4      |
| Bidvest Wits     | 5      | 1985, 1995, 2017                                                             | 3      |
| Bush Bucks       | 4      | 1987, 1993, 1996                                                             | 3      |
| Ajax Cape Town   | 4      | 2000, 2008                                                                   | 2      |
| Jomo Cosmos      | 4      | 2002, 2005                                                                   | 2      |
| Platinum Stars   | 4      | 2006, 2013                                                                   | 2      |
| Orlando          | 9      | 2011                                                                         | 1      |
| SuperSport       | 4      | 2014                                                                         | 1      |
| Free State Stars | 3      | 1994                                                                         | 1      |
| Bloem Celtic     | 2      | 2012                                                                         | 1      |
| Arcadia          | 1      | 1982                                                                         | 1      |
| Dynamos          | 1      | 1991                                                                         | 1      |
| AmaZulu          | 1      | 1992                                                                         | 1      |
| Cape Town City   | 1      | 2016                                                                         | 1      |
| Baroka           | 1      | 2018                                                                         | 1      |

### Consecutiv
- Echipele care au jucat consecutiv trei sau mai multe finale.

| Club Sportiv  | Consecutiv                                      | Total |
| ------------- | ----------------------------------------------- | ----- |
| Kaizer Chiefs | 1983, 1984, 1985, 1986 – 2001, 2002, 2003, 2004 | 4     |
| Mamelodi      | 1997, 1998, 1999                                | 3     |